# ステファニー (アルバム)
『ステファニー』
- アメリカ合衆国のR&B歌手ステファニー・ミルズの1981年のアルバム。
- 日本の歌手ステファニーの2008年のアルバム。本項で詳述。

『ステファニー』は、ステファニーの1枚目のアルバム。

## 概要
- 第49回日本レコード大賞新人賞受賞曲であるデビュー曲「君がいる限り」から、オリコンチャートにおいて自身最高の8位を記録した4thシングル曲「フレンズ」までの各シングル曲と、各シングルのカップリング曲から3曲、および新曲5曲の計12曲を収録。
- 初回限定版は、各シングルのミュージック・ビデオ等を収録したDVD付。

## 収録曲
シングル収録曲の詳細は各シングルの記事も参照。
1. 君がいる限り
  - 1stシングル。このアルバム時点でのステファニーのディスコグラフィの中で唯一、タイトルが日本語の曲。
2. フレンズ
  - 4thシングル。
3. Life
  - 3rdシングルのカップリング曲。
4. ANGEL GIRL
  - 1stシングルのカップリング曲。
5. Fallin'
  - 作詞：STEPHANIE 作曲：ジョー・リノイエ & YUKI 編曲：ジョー・リノイエ & YUKI & Ryo
  - 歌詞がすべて英語となっている。
6. Shiny Days!
  - 作詞：STEPHANIE & 矢住夏菜 作曲：ジョー・リノイエ 編曲：ジョー・リノイエ & 藤田淳平
7. Smile and Turn Away
  - 作詞：STEPHANIE & 矢住夏菜 作曲：ジョー・リノイエ 編曲：ジョー・リノイエ & 鈴川真樹
8. Beyond Myself
  - 作詞：STEPHANIE 作曲/編曲：ジョー・リノイエ
9. Truth
  - 作詞：STEPHANIE & 矢住夏菜 作曲：ジョー・リノイエ 編曲：ジョー・リノイエ & Banana U・G
  - 5thシングル「Changin'」にオーケストラ・バージョンが収録されている。
10. To. Be. Me.
  - 2ndシングルのカップリング曲。
11. Winter Gold
  - 3rdシングル。
12. because of you
  - 2ndシングル。

## 演奏
- ステファニー：Lead & Background Vocals
- ジョー・リノイエ
  - Keyboards
  - Acoustic Piano (#12)
  - Saxophone (#9.11)
  - Wind Synthesizer AKAI EWI 2000 (#9)
  - Background Vocals (#1.8.9.12)
- 長岡成貢：Keyboards, Strings Arrangement (#1.11.12)
- 峰正典：Guitar, Bass (#2.3.10)
- 吉原かつみ：Guitar (#6.11.12)
- 首藤高広：Guitar (#1)
- YUKI (Duster 3)：Guitar (#5)
- 鈴川真樹：Guitar, Bass, Drums (#7)
- MASAKI：Guitar (#2)
- 岡本洋：Acoustic Piano (#9)
- 藤田淳平：Keyboards (#6)
- Ryo (the Underneath)：Bass, Synthesizer Programming (#5)
- Banana U·G：Keyboards (#9)
- 江口信夫：Drums (#1.2.12)
- 椎野恭一：Drums (#3.5.10)
- 朝川朋之：Harp (#12)
- クラッシャー木村：Strings (#1.11.12)
- Yukinori Nakano：Synthesizer Programming, Additional Keyboards, Saxophone (#6)